# Pyrtulina pumila
Pyrtulina pumila är en tvåvingeart som beskrevs av Loïc Matile 1977. Pyrtulina pumila ingår i släktet Pyrtulina och familjen platthornsmyggor.
Artens utbredningsområde är Madagaskar. Inga underarter finns listade i Catalogue of Life.